# Tourisme en Asie
 (avril 2015).

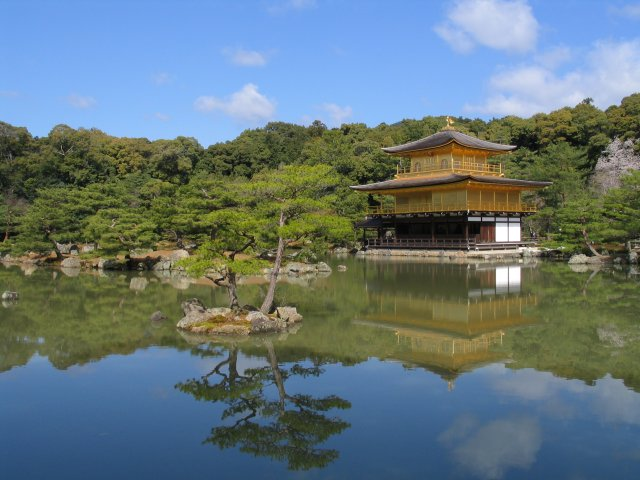
Temple Kinkaku-ji, elles font partie de Monuments historiques de l'ancienne Kyōto (Patrimoine mondial)

L'Asie est un des cinq continents ou une partie des supercontinents Eurasie ou Afro-Eurasie de la Terre. Avec 43 810 582 km2 de terres et 3 879 000 000 d'habitants, il est le plus grand continent (8,6 % de la surface totale terrestre ou 29,4 % des terres émergées) et le plus peuplé (plus de 61 % de la population mondiale totale) du monde. L'Asie est plus un concept culturel qu'une entité physique homogène.

## Région Asie de l'Est et Pacifique
Le tourisme en Asie de l'Est et Pacifique représente 22 % des arrivées internationales, soit 216 millions de touristes, en 2011.
En 2006, il y a eu 105 millions de touristes et ils ont généré une recette de 100,6 milliards US pour la même année. En 2007, l'Asie de l'Est et Pacifique a reçu près de 115 millions de touristes pour un total de 121,5 milliards de dollars US.
Ensuite, cette région a accueilli 160 millions de touristes et qui leur ont apporté près de 129,8 milliards de dollars US en 2008.
Durant l'année 2009, il y a eu près de 180 millions de touristes internationaux sur les terres de l'Asie de l'Est et Pacifique, ce qui a généré environ 134,7 milliards de dollars US.
Finalement, durant l'année 2010, le continent a accueilli 204 millions de touristes et a fait près de 161,8 milliards de dollars US en recette. C'est aussi cette région-ci qui a été la première à se ressaisir à la suite de la crise économique de 2009.
D'après les dernières données trouvées, il y a eu 216 millions de touristes qui ont été visités la région en 2011. Cette région-ci a subi une croissance plus faible à la suite des catastrophes du Japon.
On peut remarquer que l'Asie augmente son nombre de visiteurs et sa recette année après année, et d'après certaines données, elle n'est pas près de s'arrêter au nombre de 200 millions de touristes par année.
En 2020, on prévoit près de 397 millions de touristes internationaux, ce qui situerait l'Asie de l'Est et Pacifique en deuxième place dans les régions mondiales les plus visitées.
En 2024, le Japon est devenu le pays d’Asie le plus visité avec 36,87 millions de touristes internationaux, s’offrant même le luxe de rentrer dans le top 10 des pays les plus visités du monde.